# Antistrophe solanoides
Antistrophe solanoides är en viveväxtart som först beskrevs av George King och Gamble, och fick sitt nu gällande namn av Madhavan Parameswarau Nayar och G.S. Giri. Antistrophe solanoides ingår i släktet Antistrophe och familjen viveväxter. Inga underarter finns listade i Catalogue of Life.